# Gamasomorpha cataphracta
Gamasomorpha cataphracta là một loài nhện trong họ Oonopidae.
Loài này thuộc chi Gamasomorpha. Gamasomorpha cataphracta được Ferdinand Karsch miêu tả năm 1881.